# Wilford Woodruff
Wilford Woodruff (Farmington, 1º marzo 1807 – Salt Lake City, 2 settembre 1898) è stato il quarto Presidente della Chiesa di Gesù Cristo dei Santi degli Ultimi Giorni.

## Infanzia e Gioventù
Wilford Woodruff nacque il 1º marzo 1807 a Farmington, Connecticut, da Aphek Woodruff e Beulah Thompson Woodruff.Quando aveva quindici mesi, sua madre morì di tifo petecchiale. Dopo circa tre anni, Aphek si risposò con Azubah Hart Woodruff, da cui ebbe altri sei figli. Fin da piccolo lavorò nei campi, alla segheria del padre ed andava a scuola.

## Conversione e attività missionaria
Il 31 dicembre 1833 fu battezzato con suo fratello dal missionario mormone Zera Pulsipher e l'anno successivo andò come missionario a predicare negli Stati Uniti orientali. 
Nel 1836 venne ordinato Settanta a Kirtland, poi partì per le isole Fox, al largo del Maine. Nel 1837 sposò Phoebe Whittemore Carter e negli anni successivi Mary Ann Jackson, Emma Smoot Smith, Sarah Brown e Sarah Delight Stocking. Venne ordinato Apostolo il 26 aprile 1839 e successivamente si recò a predicare in Inghilterra, dove tornò più volte facendo di lui uno dei missionari più attivi dell'epoca. 
Al suo ritorno in America condusse nel 1846 numerosi membri della Chiesa a Salt Lake City, radunati da tutta l'America settentrionale e il suo incarico fu di aiutare in numerosi modi i pionieri a raggiungere lo Utah.

## Profeta
Dal 1856 al 1889 si occupò di scrivere la storia della Chiesa e il 7 aprile 1889, dopo la morte di John Taylor, fu sostenuto dal Quorum degli Apostoli come Profeta e Presidente della Chiesa esortando a compiere proselitismo e a lavorare al tempio. Consacrò anche i templi di Manti e Salt Lake City.
Nel 1890, dopo gravi tensioni con gli Stati Uniti, pubblicò il manifesto che pose fine al matrimonio plurimo tra i mormoni con la scomunica per chi avesse continuato.
Morì a Salt Lake nel 1898.